# Kháo chuông
Kháo chuông (danh pháp: Actinodaphne cochinchinensis) là loài thực vật có hoa trong họ Nguyệt quế. Loài này được Meisn. miêu tả khoa học đầu tiên năm 1864.